# Kenny Aronoff
Kenny Aronoff (født 7. marts 1953) en amerikansk trommeslager, der har spillet med en række kunstnere og rockbands, heriblandt John Mellencamp, Bob Dylan og Smashing Pumpkins.
Aronoff var medlem af John Mellencamps band fra 1980 til 1997, og de nåede at indspille 10 album i denne periode. Siden midten af 1980'erne har Aronoff også spillet trommer i studiet for en lang række kunstnere og bands, heriblandt Jon Bon Jovi, Joe Cocker, The Rolling Stones, Alanis Morissette, Elton John, Bob Dylan, Rod Stewart, Alice Cooper, Avril Lavigne og Lisa Germano.
I 1998 blev Aronoff hyret som trommeslager for Smashing Pumpkins på deres Adore Tour. Han spiller i øjeblikket trommer for den amerikanske sanger John Fogerty.